# La vida sexual de los salvajes del Noroeste de la Melanesia
La vida sexual de los salvajes del Noroeste de la Melanesia (en polaco: Życie seksualne dzikich w północno-zachodniej Melanezji) es un libro de 1929 escrito por el antropólogo Bronisław Malinowski. El trabajo es el segundo en la trilogía de los Trobriandeses, los otros dos son Argonautas del Pacífico Occidental (1922) y Coral Gardens and Their Magic (1935).

## Resumen
En el prefacio, el autor dice que la sexualidad "domina de hecho casi todos los aspectos de la cultura".
Malinowski brinda una descripción detallada de la organización social de la sexualidad (ritos sociales, elección de pareja, etc.) "rastreando el ciclo de vida de Trobriand desde el nacimiento hasta la pubertad, matrimonio y muerte".
Los niños no se someten a un sistema de "coerción doméstica" o "disciplina regular": ellos "disfrutan de una considerable libertad e independencia". La idea de que un hijo sea "golpeado o castigado de cualquier otra manera a sangre fría" por un padre es visto como antinatural e inmoral y cuando es propuesto por los occidentales (como el antropólogo) es "rechazado con resentimiento". Las cosas se preguntan "de igual a igual; una orden simple, que implica la expectativa de obediencia natural, nunca se escucha de padres a hijos en las islas Trobriands".  El evento de una persona que se enoja y golpea a otra persona "en un arrebato de ira" a veces sucede, tan a menudo de padres a hijos como de hijos a padres.
En capítulos posteriores, la relación padre-hijo de los trobrianders se describe con detalle en su compleja estructura de relación matrilineal en la que se ignora la filiación biológica. 
Sobre la base de datos etnográficos, Malinowski sostiene que el complejo de Edipo freudiano no es universal.

## Recepción
El argumento de Malinowski sobre el que el complejo de Edipo no es universal ha sido cuestionado por el antropólogo Melford E. Spiro en su libro Edipo en las Trobriands (1982).